# Monoton funktion
En monoton funktion är inom matematik en reellvärd funktion av en variabel som bevarar ordningen av intervallet den verkar på. Det finns två typer av monotona funktioner:
- En funktion är växande om {\displaystyle x_{1}<x_{2}} implicerar {\displaystyle f(x_{1})\leq f(x_{2})}.
- En funktion är avtagande om {\displaystyle x_{1}<x_{2}} implicerar {\displaystyle f(x_{1})\geq f(x_{2})}.

En strikt (strängt) monoton funktion är en funktion där olikheterna har ersatts med strikta olikheter. De två typerna kallas då strikt (strängt) växande funktion respektive strikt (strängt) avtagande funktion.
Ett villkor för att en deriverbar funktion ska vara monoton är att derivatan antingen är större eller lika med noll, eller är mindre eller lika med noll. Detta gäller även för strikt monotona funktioner, så länge som derivatan bara är noll i punkter som är omgivna av punkter där derivatan är strikt större eller mindre än noll.

## Exempel
- f(x) = x2 är strängt växande på intervallet [0, ∞) och strängt avtagande på intervallet (-∞,0].
- g(x) = x3 är strängt växande på hela R.
- Sinus är inte monoton på R, dock är den strängt växande på intervallet {\displaystyle [0,{\tfrac {\pi }{2}}]}.
- Talföljden (1, 1/2, 1/3, 1/4, ...) är strängt avtagande.
- Talföljden (1, 1, 1, 1, 1, ...) är avtagande och växande.

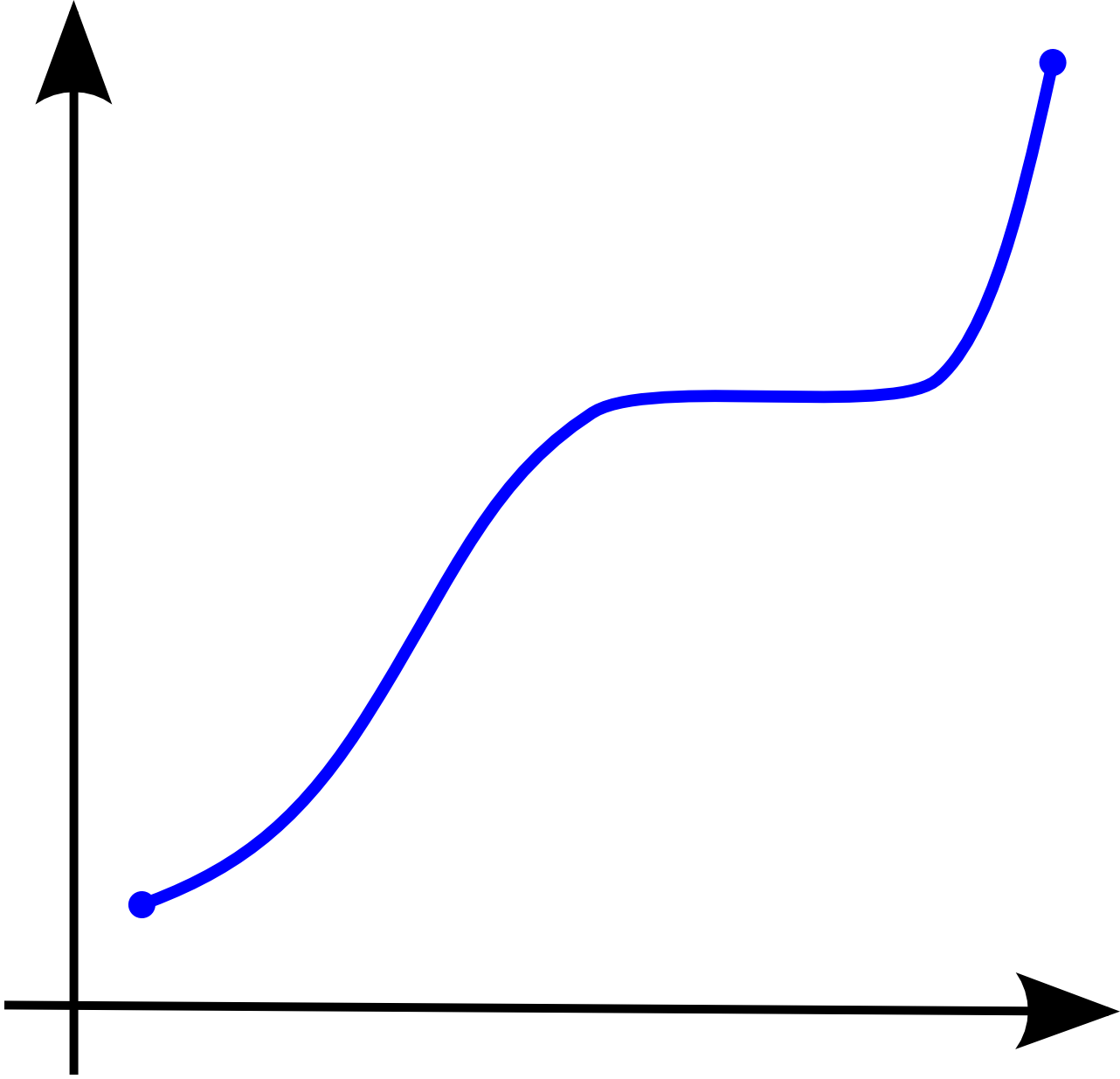
En växande funktion.
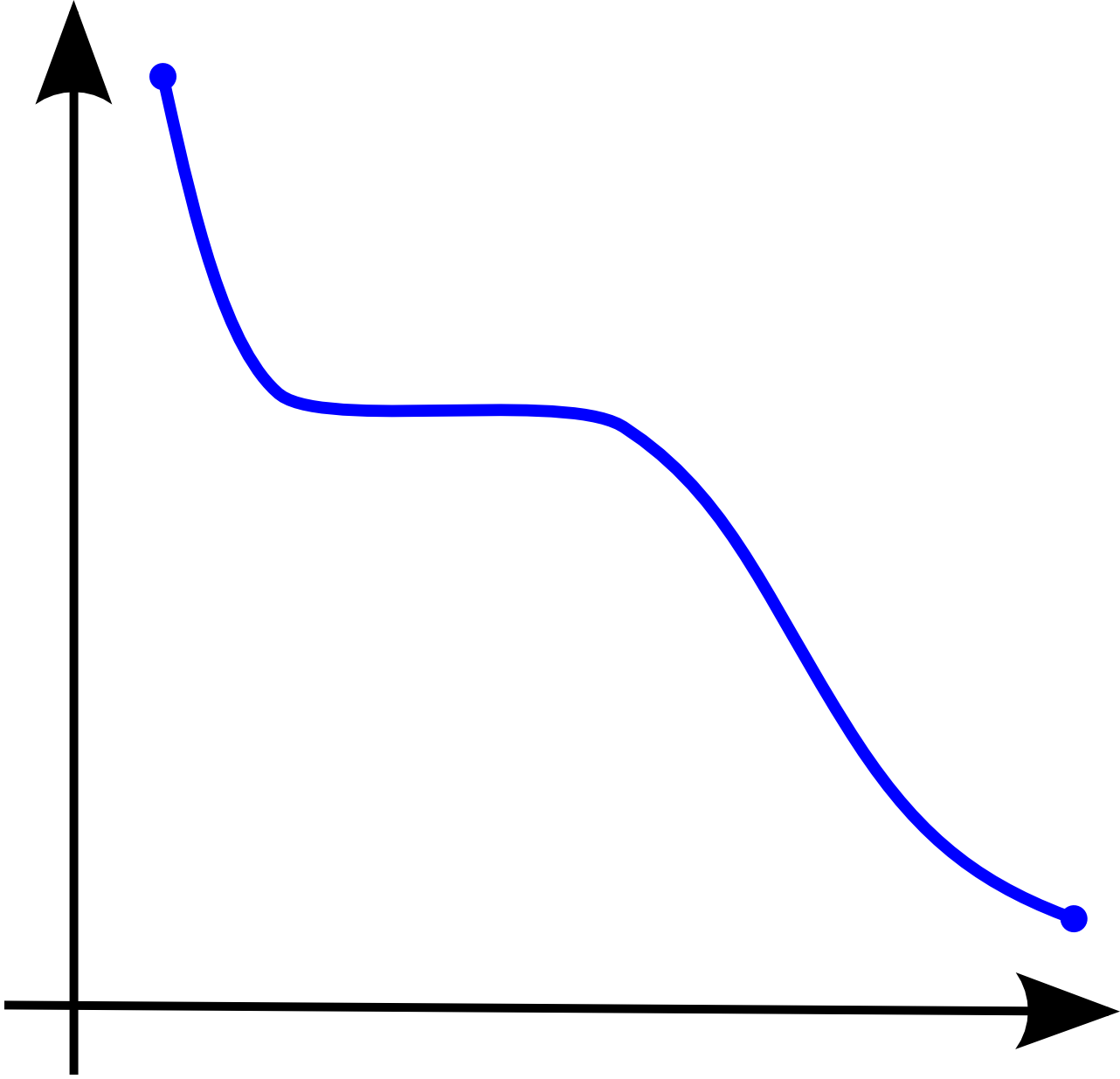
En avtagande funktion.
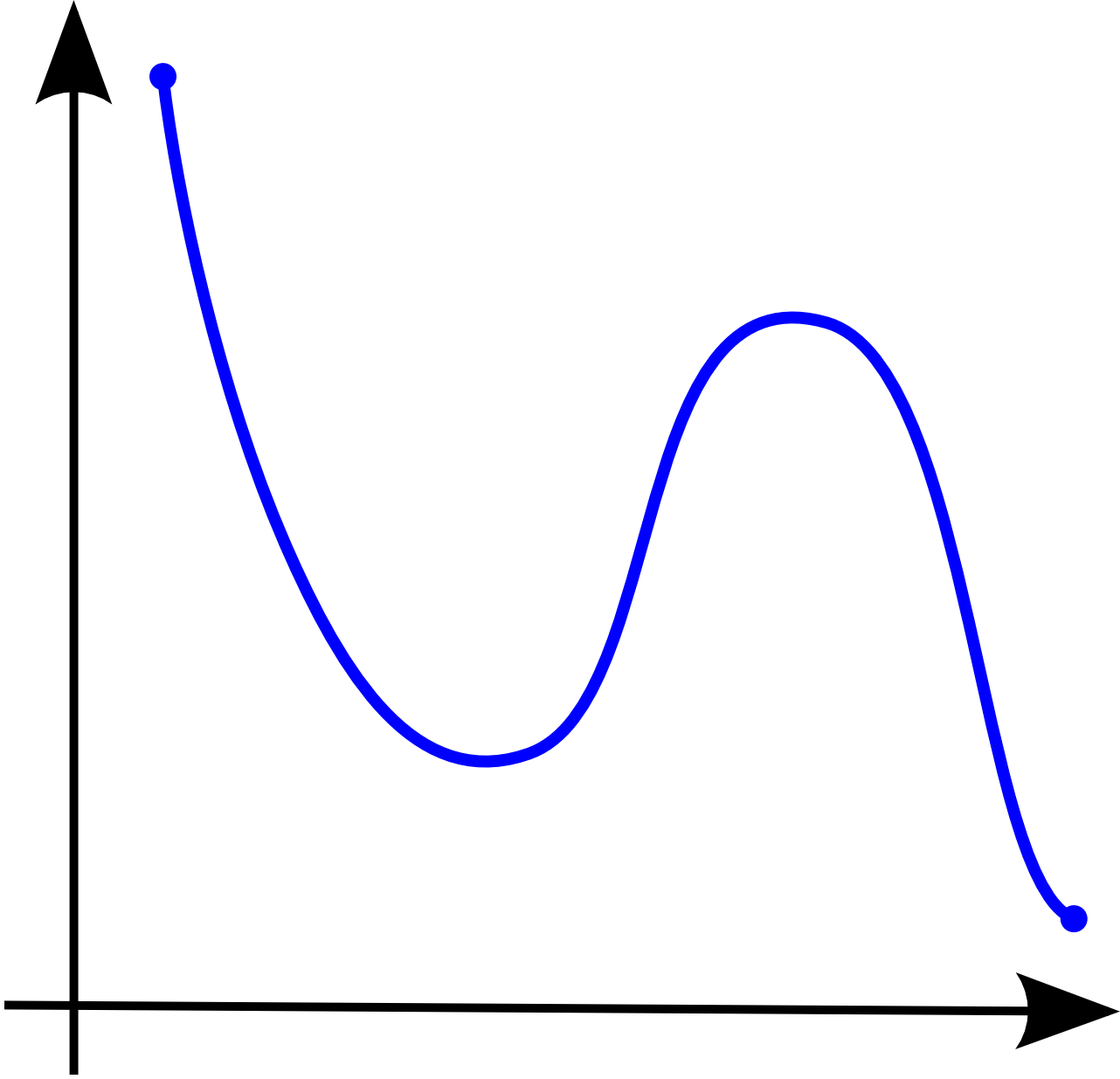
En funktion som varken är växande eller avtagande.